# Ficção especulativa
Ficção especulativa é um termo que tem sido usado nos mais variados contextos. 
Em alguns contextos, foi usado como um termo que abrange um gênero de ficção que especula sobre mundos que diferem do mundo real de várias e importantes maneiras. Neste gênero, são geralmente incluídas a ficção científica, a fantasia e o horror. Apesar da abrangência da expressão, alguns apontam que ela não comportaria as lendas ou mitos folclóricos. Outros acrescentam o gênero História Alternativa como integrante deste termo. Porém, como esta última pode ser entendida como "ficção científica", tal inclusão mostra-se uma redundância.
O termo é usado com uma conotação pejorativa nos meios acadêmicos, mas é também usado por escritores, leitores e editores deste gênero sem qualquer conotação.
No meio literário, esse jargão veio a ser bem aceite pelo fato de que "ficção científica" (aportuguesamento de "science fiction", abreviado como "sci-fi" ou "sf") ainda ser visto como pejorativo, pois associa como um só todo, obras muito conceituadas (por exemplo o filme/livro "2001 - Uma Odisséia no Espaço", de Arthur C. Clarke) e outras de qualidade discutível.
Noutros contextos o termo foi usado para expressar insatisfação com o que algumas pessoas consideram as limitações da ficção científica per se. Por exemplo, na escrita de Harlan Ellison, o termo pode mostrar que o autor não deseja ser conotado como escritor de ficção científica, e deseja quebrar as convenções do género, seguindo uma nova direção. Alguns leitores e escritores de Ficção científica, no entanto, consideram este termo insultuoso para a Ficção científica.
O termo é também frequentemente atribuído a Robert A. Heinlein. A primeira vez que se tem conhecimento que usou o termo foi no seu ensaio de 1947, “On Writing of Speculative Fiction”. Heinlein pode ter criado o termo sozinho, mas há uma citação anterior: um artigo na revista Lippincott's Monthly Magazine, publicada em 1889, referindo-se à obra de Edward Bellamy “Looking Backward”.
O uso do termo “Ficção especulativa”, no sentido de expressar insatisfação com o termo ficção científica, deu-se nos anos 60 e inícios de 70, sendo usado por Judith Merril e por outros escritores e editores, em consonância com o movimento “New Wave” na ficção científica. Caiu em desuso no meio dos anos 70.
O termo voltou a ser largamente utilizado, e ganhou uma conotação neutra, como convém a um termo que define vários géneros. O seu significado moderno depende do emissor e do contexto.
Uma variação deste termo é “Literatura Especulativa”. Por vezes “Ficção especulativa” é abreviado, em inglês, para “spec-fi”